# Броун (трансформер)
Броун (англ. Brawn - «м'язи», як варіант перекладу українською — Силач) — персонаж вигаданого всесвіту трансформерів, дійова особа декількох мультсеріалів про трансформерів.
Належність — автобот. Спеціалізація — руйнування.

## Опис
Броун дивиться на планету Земля, як на вороже середовище проживання. Єдина насолода, яку він тут відчуває — це можливість відповісти на кинутий виклик ворога. Є найбільш мужнім з усіх автоботів, тому нестримний; цим пояснюється заслужений ним авторитет як серед автоботів, так і серед десептиконів.
Незважаючи на маленький зріст і примітивний вигляд, надиво сильний і швидкий; часто працює в парі з Бамблбі, особливо в гірських і рівнинних місцевостях. При всій своїй гордості і грубості, володіє хорошим почуттям гумору; невдачі в бойових операціях не ламають його механічний дух, а тільки додають новий бойовий заряд, який, у свою чергу, підбадьорює соратників по зброї і не дозволяє їм впадати у зневіру.
Офіційний рейтинг бойових якостей Броуна: сила — 10, інтелект — 6, швидкість — 6, витривалість — 10, мужність — 8, вогнева міць — 6, бойове майстерність — 5. Ранг серед автоботів — 5.

## Біографія

### «Трансформери G1»
у фільмі «Трансформери: The Movie», де разом з Айронхайдом, Ретчетом і Провулом відправився за наказом Оптімуса Прайма на Землю за енергоном, необхідним для того, щоб завдати вирішального удару по десептиконах, які засіли на Кібертроні, і був убитий Стар Скрімом під час нападу десантників Мегатрона на шаттл автоботів.

### «Трансформери: Анімація»
У цьому серіалі Броун — найсильніший з усіх членів команди Родаймеса Прайма. Зник після того, як його в ході битви оглушив Спіттора]. Тим не менш, він вижив і пізніше був свідком того, як Сентинел на деякий час зайняв місце Ультра Магнуса.

### Фільм
У фільмі «Трансформери: Помста полеглих» Броун безпосередньо на екрані не виникає, однак виступає як дійова особа деяких коміксів. Так, Броун, Смоукскрін і Вайдлод дислокувалися на базі НЕСТ в Південній Африці, недалеко від місця проведення чемпіонату Світу 2010 року. Броун приймає командування, і намагається взяти Десептіконів поодинці. Проте спроба не вдалася, і десептикон Бладжен смертельно поранив Броуна. На щастя, його команду врятували Бамблбі, Спрингер і Гірс.
Пізніше, Броун каже, що Десептикони переслідують автоботів і хочуть, щоб всі вважали їх «боягузами». Гірс пояснює, що у них не було вибору, і що вони ризикували б життями невинних людей, якби цього не зробили. Пізніше був убитий Шоквейвом.

## Технічні характеристики
У «G1» Броун — один з найсильніших автоботів (в цьому відношенні його перевершують тільки Оптимус Прайм і динобот Грімлок). Сконструйований для перевезень вантажів на великі відстані; може без найменших зусиль підняти вантаж до 190000 фунтів (більший показник вантажопідйомності — тільки у Хойста), а також перетворити на руїни практично будь-яку будівлю одним ударом. Хоч і є одним з перших створених трансформерів, Броун максимально стійкий до артилерійському вогню, а також витривалий при будь-яких погодних умовах і в будь-якому середовищі існування. Трансформується в зелений джип-позашляховик Land Rover Defender.
У «авторобот» Ікс-Броун захищений дуже міцною і легкою бронею. Озброєний вогнеметом, сполученим з міцним щитом. Завдяки Ультра Магнус у отримав здатність на час багаторазово збільшувати свою силу. Трансформується в зелений джип-позашляховик Mercedes-Benz ML320.

## Слабкі сторони
Броун може бути легко виведений з ладу впливом сильного електромагнітного випромінювання. Основні проблеми, однак, виникають через особливості його характеру. Сила його інтелекту помітно поступається фізичній силі; найчастіше він спочатку діє, а потім вже думає. Намагання Броуна показати свою нищівну міць часом призводить до дуже сумних наслідків. Злі язики кажуть, що Броун спочатку зруйнує всі будівлі в окрузі, а потім переконається, що зруйнував зовсім не те, що було потрібно. Що ще гірше — він, як і Грімлок, цінує тільки силу і зневажає всіх, кого вважає «слабаками» і боягузами (до таких він відносить, наприклад, Персептора).

## Поява в епізодах
'Трансформери G1'  — перший сезон — всі епізоди
 'Трансформери G1 (сезон 2)' 
- 17. Автобот Спайк / Autobot Spike
- 18. Приводи підмінили / Changing Gears
- 20. Напад на автоботів / Attack of the Autobots
- 22. Блокиратор / The Immobilizer
- 23. Гран-прі «Автобот» / The Autobot Run
- 24. Воскресла Атлантида / Atlantis, Arise!
- 26. Поява Голубки / Enter the Nightbird
- 31. Острів Діноботов (Частина 2) / Dinobot Island (Part 2)
- 32. Горе-будівельники / The Master Builders
- 34. Мікроботи/ Microbots
- 35. Головне лиходійство Мегатрона (Частина 1) / Megatron's Master Plan (Part 1)
- 36. Головне лиходійство Мегатрона (Частина 2) / Megatron's Master Plan (Part 2)
- 38. Дезертирство Діноботов (Частина 2) / Desertion of the Dinobots (Part 2)
- 41. Золота лагуна / The Golden Lagoon
- 62. Загін Скандаліста / Starscream's Brigade

 'Трансформери: The Movie' 
 'Трансформери: Robots in Disguise'  — всі епізоди
 'Трансформери: Animated' 
- 30. Метаморфоза — Частина 1 / TransWarped — Part 1
- 39. Десептикони в повітрі / Decepticon Air